# Завод (округ Малацки)
Завод (словац. Závod) — село, громада округу Малацки, Братиславський край, південно-західна Словаччина, регіон Загоріє. Кадастрова площа громади — 27,37 км².
Населення 2851 особа (станом на 31 грудня 2017 року).

## Історія
Завод згадується в 1557 році.

## Географія
Протікає Малолеварський канал

## Населення
| Рік:            | 1994. | 2004.   | 2014.   | 2024.   |
| --------------- | ----- | ------- | ------- | ------- |
| Кількість осіб: | 2532  | 2664    | 2792    | 2938    |
| Різниця:        |       | +5,21 % | +4,80 % | +5,22 % |

| Рік:            | 2023. | 2024.   |
| --------------- | ----- | ------- |
| Кількість осіб: | 2956  | 2938    |
| Різниця:        |       | -0,60 % |